# Ballota adenophora
Ballota adenophora là một loài thực vật có hoa trong họ Hoa môi. Loài này được Hedge mô tả khoa học đầu tiên năm 2001.